# میان‌آباد (جوین)
میان‌آباد، روستایی است از توابع بخش مرکزی و در شهرستان جوین استان خراسان رضوی ایران. مردم روستای میان‌آباد به زبان فارسی خراسانی با لهجه سبزواری صحبت می‌کنند.

## جمعیت
این روستا در دهستان پیراکوه قرار داشته و بر اساس سرشماری سال ۱۳۸۵ جمعیت آن ۱۰۱ نفر (۳۷ خانوار)
بوده‌است.